# 柳川茂
柳川 茂（やながわ しげる、1950年5月18日 - ）は、日本の男性脚本家、構成作家である。神奈川県出身。

## 来歴・人物
神奈川県立相模台工業高校を卒業後、アニメーション制作会社の竜の子プロダクション（以下、タツノコプロ）に入社。タツノコプロでは企画文芸部に配属され、『タイムボカン・シリーズ』や『ポールのミラクル大作戦』など、数々のテレビアニメに企画者として関わった。その一方で、『カバトット』や『いなかっぺ大将』等では脚本も手掛けている。
1979年、同僚であったデザイナーの下元明子（現：河井ノア）と結婚。2年後、妻の明子はタツノコプロを退社し、フリーランスの立場に。自身も1983年、同プロから離れて本格的に脚本家としての道を歩み始めた。
1980年代には、『うる星やつら』や『めぞん一刻』などの他、『ビックリマン』『夢戦士ウイングマン』等々に脚本を提供。
1990年代以降も、『美少女戦士セーラームーンシリーズ』『赤ずきんチャチャ』『らんま1/2 熱闘編』『怪盗きらめきマン』など、多くのテレビアニメに関与している。
最近は、妻共々、絵本作家としても活動している。また妻とともに洗礼を受け、キリスト教徒になっている。

## 参加作品

### テレビアニメ
- いなかっぺ大将
- カバトット
- タイムボカン・シリーズ
  - タイムボカン（企画）
  - ゼンダマン（企画）
  - ヤットデタマン（企画）
  - タイムボカン2000 怪盗きらめきマン
- 風船少女テンプルちゃん（企画）
- ポールのミラクル大作戦（企画）
- 闘士ゴーディアン（原案）
- 科学忍者隊ガッチャマンF（企画）
- 森の陽気な小人たちベルフィーとリルビット（原作）
- とんでも戦士ムテキング（企画）
- ゴールドライタン（企画）
- アニメ親子劇場（企画）
- ダッシュ勝平（シリーズ構成）
- うる星やつら（シリーズ構成）
- さすがの猿飛
- トンデラハウスの大冒険（企画）
- パソコントラベル探偵団（企画・文芸）
- みゆき
- ストップ!! ひばりくん!
- 魔法の天使クリィミーマミ
- 夢戦士ウイングマン
- コンポラキッド[1]
- ハイスクール!奇面組
- めぞん一刻
- メイプルタウン物語
- サザエさん
- ドテラマン
- 新メイプルタウン物語 パームタウン編
- ビックリマン
- ついでにとんちんかん
- ハロー!レディリン
- らんま1/2
- 名門!第三野球部
- 新ビックリマン
- らんま1/2 熱闘編（シリーズ構成）
- 青いブリンク（シリーズ構成）
- 魔法使いサリー〈第2作〉
- がきデカ
- NG騎士ラムネ&40
- RPG伝説ヘポイ
- ゲンジ通信あげだま
- 美少女戦士セーラームーン
- おやゆび姫物語
- 美少女戦士セーラームーンR
- しましまとらのしまじろう
- 赤ずきんチャチャ
- 白雪姫の伝説
- モジャ公
- ポコニャン!
- 赤ちゃんと僕
- はいぱーぽりす
- Bビーダマン爆外伝V
- マスターモスキートン'99
- 下級生
- F-ZERO ファルコン伝説
- しまじろう ヘソカ

### OVA
- 銀河英雄伝説

### 特撮
- 超人機メタルダー
- 電磁戦隊メガレンジャー

### ゲーム
- ウィークネスヒーロー トラウマン（シナリオ）

### 絵本
- 火は早めに消さないと
- 人にはどれだけの土地がいるか

永岡書店「名作アニメ絵本」シリーズ
- かぐやひめ
- ももたろう
- こびととくつや
- そんごくう
- にんぎょひめ
- しらゆきひめ
- ながぐつをはいたねこ
- おやゆびひめ
- ヘンゼルとグレーテル
- ジャックとまめの木
- みにくいあひるのこ
- みつばちマーヤ

下元明子（現：河井ノア）との合作
- リトル・ジョイシリーズ
- きんぎょ
- はくさい夫人とあおむしちゃん
- イエスさまがうまれたひ
- もりのはなよめ
- ファーマーさんはみすてない